# Sedef Adası
Sedef Adası (‚Perlmuttinsel‘, griechisch Αντιρόβυθος Andirovythos oder Τερέβινθος Terevinthos) ist eine der Prinzeninseln bei Istanbul und gehört zum Bezirk Adalar.
Mit einer Fläche von 15,7 ha gehört das Eiland zu den kleineren der Prinzeninseln und befindet sich fast ausschließlich in Privatbesitz. Der Eigentümer von Sedef, Şehsuvar Menemencioğlu, der die Insel 1956 erwarb, achtet darauf, dass das ursprüngliche Landschaftsbild erhalten wird. So dürfen Häuser nicht mehr als zwei Stockwerke haben.
Der ursprüngliche griechische Name Terebinthos lässt darauf schließen, dass auf Sedef Adası Bäume zur Gewinnung von Terpentin geschnitten wurden.
857 wurde Ignatios I. für zehn Jahre auf die Insel verbannt, bevor er 867 wieder auf den patriarchalischen Thron zurückkehren konnte.